# Загорб (Хустский район)
За́горб (укр. Загорб) — село в Синевирской сельской общине Хустского района Закарпатской области Украины.
Население по переписи 2001 года составляло 75 человек. Почтовый индекс — 90040. Телефонный код — 3146. Код КОАТУУ — 2122487203.